# Mathesis universalis
Mathesis universalis (lat.) bezeichnet die von René Descartes entwickelte Idee einer Universalmathematik, mit der alles erklärt werden soll, was der Ordnung oder dem Maß unterworfen ist, und in der die deduktive Methode der Logik als universelles Erkenntnismittel dient. Descartes zeigt sich dabei beeinflusst von den in der Mathematik des 17. Jahrhunderts populären algebraischen Methoden (siehe hierzu: Franciscus Vieta und logistica speciosa). 
Durch Leibniz wurde die Idee der mathesis universalis zu der einer characteristica universalis weiterentwickelt, einer formalisierten Wissenschaftssprache. Ebenso liegt die mathesis universalis seinem Konzept des calculus ratiocinator, eines formalisierten Logikkalküls, zugrunde.
Mit der Idee der mathesis universalis wurde sowohl die mathematische Logik antizipiert als auch eine Mathematikauffassung, wie sie für den Logizismus des 19. und 20. Jahrhunderts charakteristisch ist.
Sowohl für die Kybernetik Norbert Wieners als auch für die Allgemeine Systemtheorie Ludwig von Bertalanffys war die mathesis universalis eine wichtige Orientierung bei der Formulierung der allgemeinen Systemprinzipien.